# تورای، لیتوانی
تورای (به لاتین: Tverai) یک شهرک در لیتوانی است که در ژمایتیا واقع شده‌است. تورای ۵۵۸ نفر جمعیت دارد.